# Капутджух
Капутджух (вірм. Կապուտջուղ), або Капиджик (азерб. Qapıcıq) — гора, найвища точка Зангезурського хребта Вірменського нагір'я. Гора розташована на кордоні Вірменії з  Нахічеванською Автономною Республікою Азербайджану. Висота гори над рівнем моря становить 3905 м, від підніжжя до вершини — 1815 м. Є другою за висотою горою після Арагацу на території Республіки Вірменія. На горі розташовані поклади граніту і гранодіориту.
Є льодовик площею 0,15 км2.